# 모할레스후크구

모할레스후크 구

모할레스후크구(Mohale's Hoek)는 레소토의 구로, 행정 중심지는 모할레스후크이며 면적은 3,530km2, 인구는 174,924명(2006년 기준)이다. 남서쪽으로는 남아프리카 공화국 프리스테이트 주, 남동쪽으로는 남아프리카 공화국 이스턴케이프 주와 인접해 있고 북서쪽으로는 마페텡 구, 북쪽으로는 마세루 구, 북동쪽으로는 타바체카 구와 인접해 있으며 동쪽으로는 카차스네크 구, 남동쪽으로는 쿠팅 구와 인접해 있다.